# Libyan Airlines
Libyan Airlines (arabisch الخطوط الجوية الليبية al-Chuṭūṭ al-dschawwiyya al-lībiyya) ist die nationale Fluggesellschaft Libyens mit Sitz in Tripolis und Basis auf dem Tripoli International Airport sowie Mitglied der Arab Air Carriers Organization.

## Geschichte

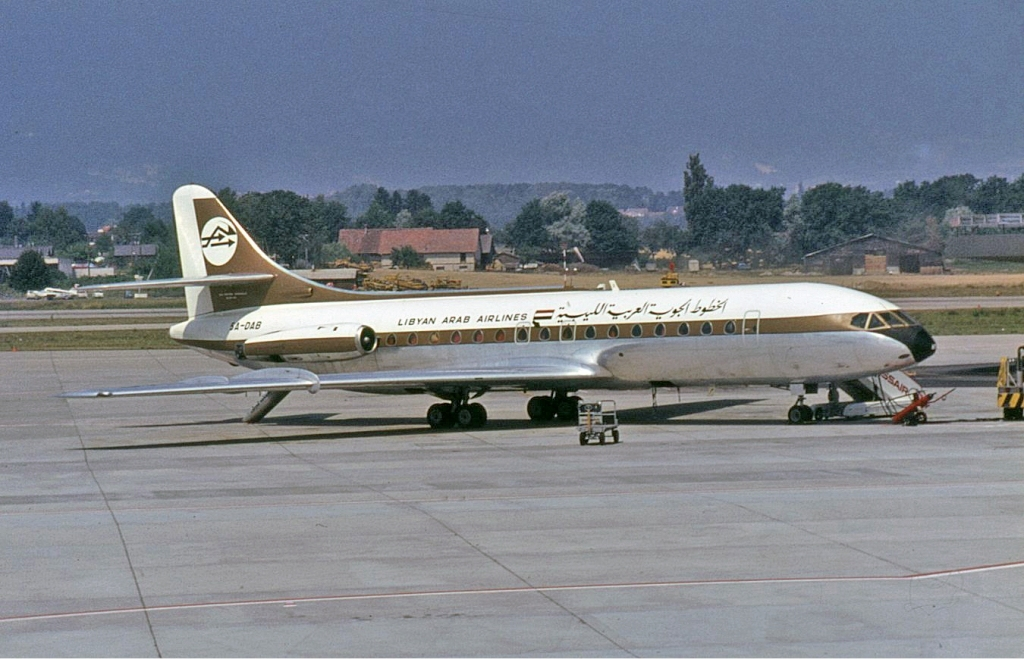
Caravelle der Libyan Arab Airlines, 1971

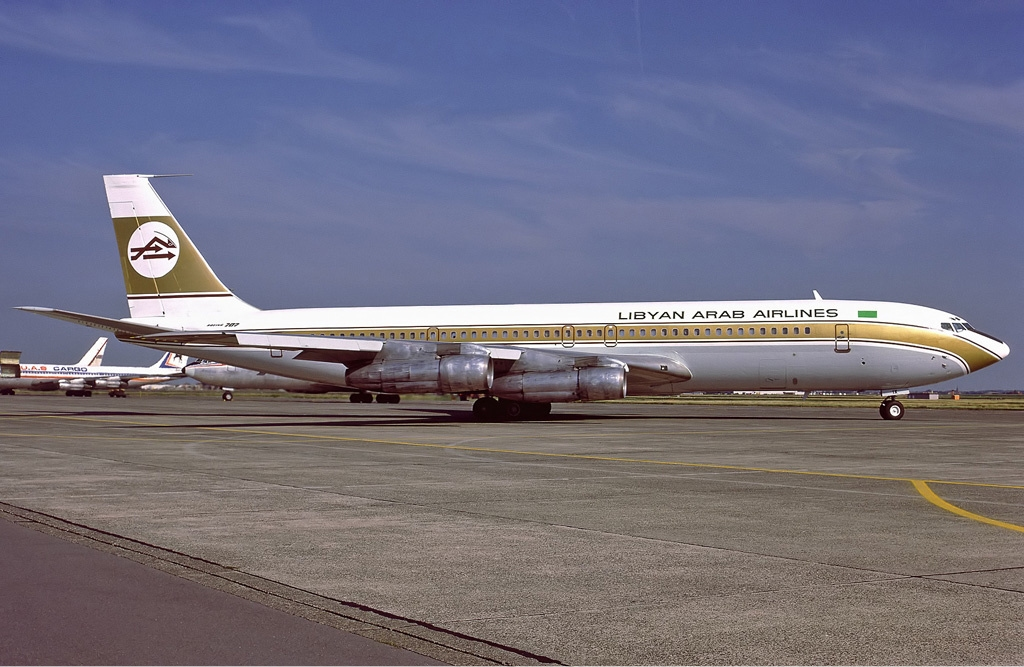
Boeing 707 der Libyan Arab Airlines

Libyan Airlines wurde 1964 unter dem Namen Kingdom of Libya Airlines gegründet. Das Unternehmen entstand aus dem Zusammenschluss der zwei Fluggesellschaften Libravia und United Libyan Airlines. Die Aufnahme des internationalen Flugbetriebs erfolgte im August 1965 zwischen Tripolis und Paris. In den 1960er-Jahren setzte die Gesellschaft Flugzeuge des Typs Sud Aviation Caravelle auf ihren Flügen nach Europa ein. Im Jahr 1966 betrieb die Gesellschaft drei Maschinen dieses Typs. Nach dem Sturz der Monarchie nahm die Gesellschaft am 1. September 1969 den Namen Libyan Arab Airlines an. Als weitere Flugzeugtypen wurden Fokker F-27 (ab 1969) und Boeing 727 (ab 1973) in Dienst gestellt. Mit Letzteren flog die Gesellschaft in den 1970er- und frühen 1980er-Jahren ihre Ziele in Europa an. Der Flug nach London-Heathrow musste wegen politischer Probleme in den 1980er-Jahren eingestellt werden. Ab dem Jahr 1976 betrieb Libyan Arab Airlines eine Langstreckenmaschine des Typs Boeing 707, die aber ausschließlich als Regierungsflugzeug genutzt wurde. Zur Aufnahme von Langstreckenflügen bestellte die Gesellschaft Ende der 1970er-Jahre drei Großraumflugzeuge des Typs Boeing 747. Unmittelbar vor der Auslieferung der bereits in Firmenfarben lackierten Maschinen trat die Libyan Arab Airlines im Jahr 1980 vom Kaufvertrag zurück.
Nach dem Attentat auf den Pan-American-Flug 103 über Lockerbie 1988 durch libysche Terroristen verhängte die UNO 1992 Sanktionen über Libyen. Dadurch musste sich die Libyan Airlines zehn Jahre lang mit veraltetem Fluggerät auf den Inlandsflugverkehr in Libyen beschränken. Nach der Aufhebung der Sanktionen konnten die internationalen Flüge von und nach Libyen wieder aufgenommen werden. Im Jahr 2000 verurteilte ein schottisches Gericht Abdel Basset Ali al-Megrahi, den ehemaligen Sicherheitschef der Libyan Airlines, für seine Rolle beim Lockerbie-Attentat.
Infolge des Bürgerkriegs in Libyen und einer durch die UN verhängten Flugverbotszone waren ab August 2011 alle Flugzeuge der Gesellschaft abgestellt. Nach Ende der Kampfhandlungen wurde der Betrieb sukzessive in kleinerem Rahmen wieder aufgenommen.
Im Verlauf von Kämpfen zwischen rivalisierenden Milizen im Juli 2014 wurde ein Großteil der Flotten von Libyan Airlines und Afriqiyah Airways durch Raketenangriffe zerstört.

## Flugziele

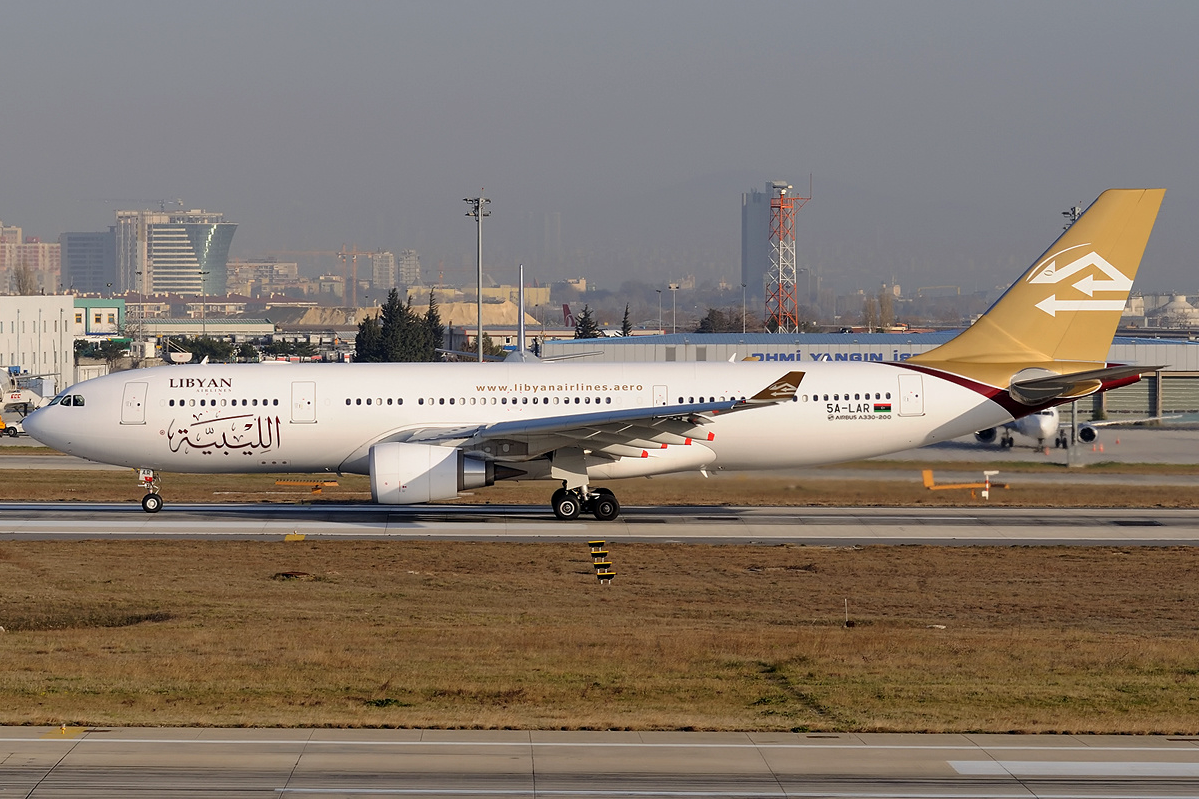
Airbus A330-200 der Libyan Airlines

Libyan Airlines fliegt Ziele im Nahen Osten und in Afrika an.

## Flotte

### Aktuelle Flotte
Mit Stand Juli 2024 besteht die Flotte der Libyan Airlines aus sieben Flugzeugen mit einem Durchschnittsalter von 12,7 Jahren:
| Flugzeugtyp       | Anzahl | bestellt | Anmerkungen   | Sitzplätze | Durchschnittsalter (Juli 2024) |
| ----------------- | ------ | -------- | ------------- | ---------- | ------------------------------ |
| Airbus A320-200   | 3      |          | einer inaktiv | 168        | 13,1 Jahre                     |
| Airbus A330-200   | 2      |          | einer inaktiv | - offen -  | 10,8 Jahre                     |
| Airbus A350-900   |        | 6        |               | - offen -  |                                |
| Bombardier CRJ900 | 2      |          | inaktiv       | 75         | 13,8 Jahre                     |
| Gesamt            | 7      | 6        |               |            | 12,7 Jahre                     |

Unter dem Namen Libyan Arab Air Cargo betreibt Libyan Airlines eine Frachtfluggesellschaft.

### Ehemalige Flugzeugtypen

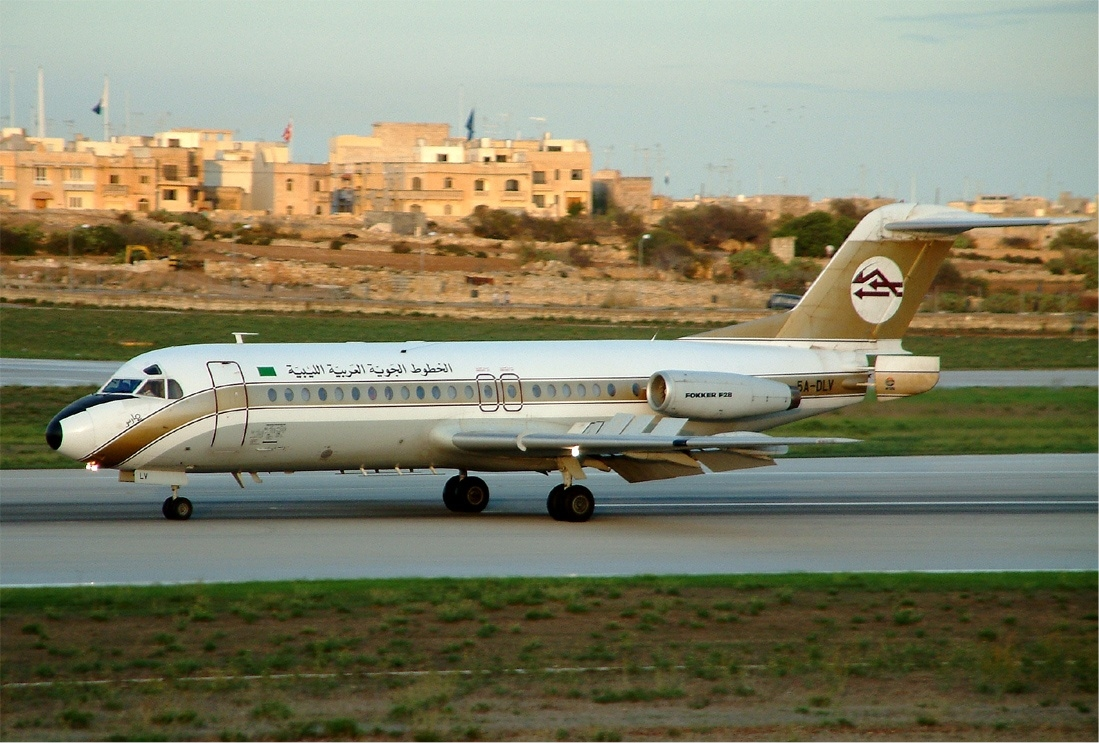
Fokker F28 der Libyan Arab Airlines

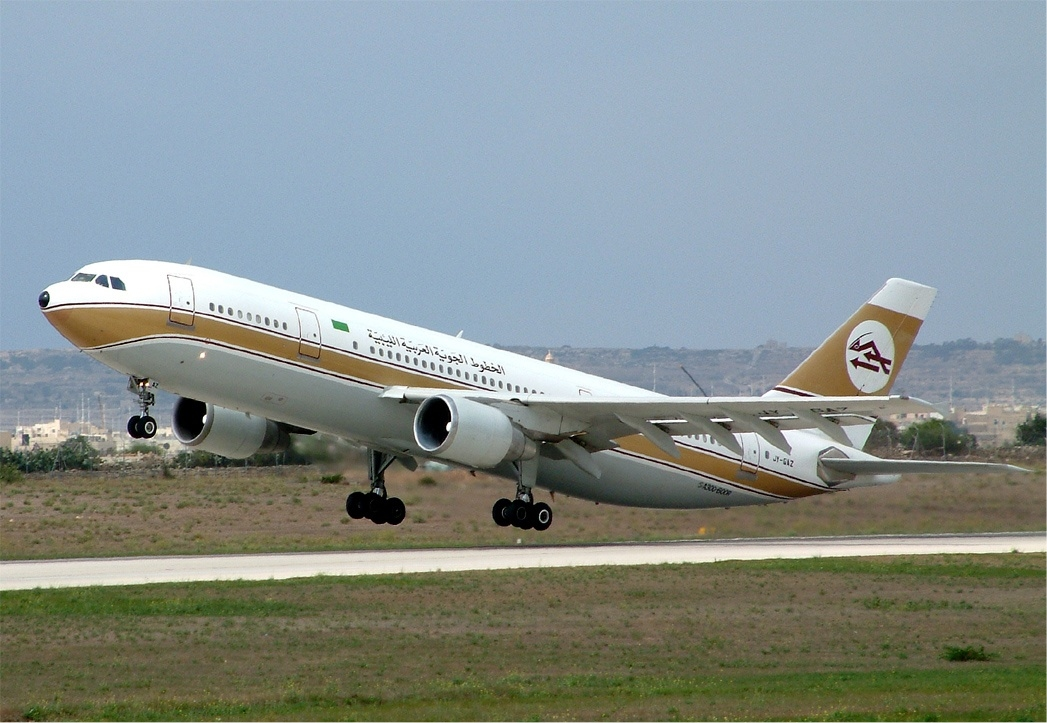
Airbus A300-600R der Libyan Arab Airlines

Zuvor setzte die Gesellschaft seit ihrer Gründung 1964 auch folgende Flugzeugtypen ein:
- Airbus A300-600
- Airbus A310
- ATR 42-500
- Boeing 707
- Boeing 727-200
- Boeing 720 (gemietet von Middle East Airlines)
- Boeing 737-200
- Boeing 747-200
- Douglas DC-8-40/50
- Fokker F-27
- Iljuschin Il-76
- Sud Aviation Caravelle

## Zwischenfälle

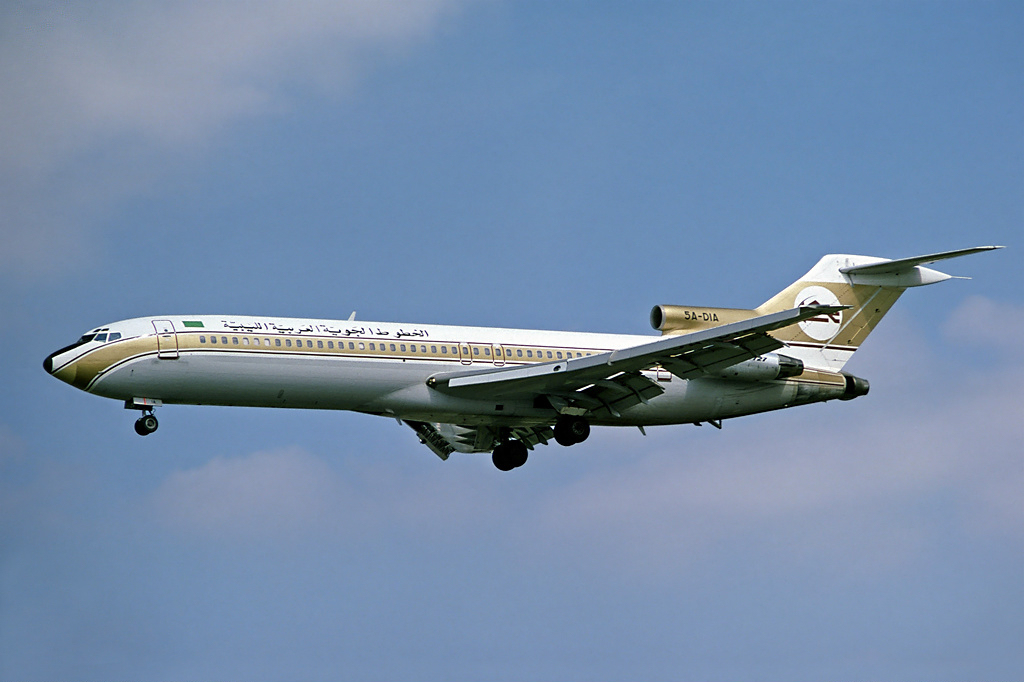
Die 1992 verunglückte Boeing 727 der Libyan Arab Airlines

Bei Libyan Arab Airlines kam es unter ihren verschiedenen Namen von 1967 bis Juli 2018 zu 14 Totalschäden von Flugzeugen. Bei 3 davon kamen 324 Menschen ums Leben. Auszüge:
- Am 21. Februar 1973 wurde eine Boeing 727-200 der Libyan Arab Airlines (Luftfahrzeugkennzeichen 5A-DAH) auf dem Flug von Bengasi nach Kairo über der israelisch besetzten Sinai-Halbinsel durch die israelische Luftwaffe abgeschossen. Diese vermutete ein feindliches Flugzeug, da sich die Boeing im Anflug auf einen Militärflugplatz befand und die Besatzung auf die internationalen Abfang-Signale nicht reagierte. Unter den 113 Personen an Bord überlebten lediglich ein Besatzungsmitglied und vier Passagiere (siehe auch Libyan-Arab-Airlines-Flug 114).[14]

- Am 22. Dezember 1992 stieß eine Boeing 727-2L5 der Libyan Arab Airlines (5A-DIA) beim Anflug auf Tripolis mit einer MiG-23 der libyschen Luftstreitkräfte zusammen. Alle 157 Menschen an Bord der Boeing starben (siehe auch Libyan-Arab-Airlines-Flug 1103).[15]